# Xylophanes nitidula
Xylophanes nitidula är en fjärilsart som beskrevs av James Brackenridge Clemens 1859. Xylophanes nitidula ingår i släktet Xylophanes och familjen svärmare. Inga underarter finns listade i Catalogue of Life.